# ألكسندرا بافلوفنا
الدوقة الكبرى ألكسندرا بافلوفنا من روسيا أو ألكسندرا بافلوفنا (الروسية: Александра Павловна) هي أميرة ودوقة روسية ولدت في 9 أغسطس من عام 1783 وتوفيت في 16 مارس من عام 1801 عن عمر ناهز 17 عاما فقط. هي بنت إميراطور روسيا بافل الأول وأخت الإمبراطوران ألكسندر الأول ونيقولا الأول.